# Mahates
Mahates – miasto w Kolumbii, w departamencie Bolívar.